# Двадесет и девети пехотен ямболски полк
Двадесет и девети пехотен ямболски полк е български полк.

## Формиране
Двадесет и девети пехотен ямболски полк е формиран в Ямбол под името Пети пехотен резервен полк през 1900 година съгласно указ №9 от 1 януари 1899 година в състав четири пехотни и една погранична рота. Установява се на гарнизон в Ямбол. На 29 декември 1903 година с указ №84 на княз Фердинанд I се развръща от една в две дружини и се преименува на 29-и пехотен ямболски полк. Влиза в състава на 2-ра бригада на 3-та пехотна балканска дивизия

## Балкански войни (1912 – 1913)
През Балканската война (1912 – 1913) получава първото си бойно знаме и води сражения в района на Мураджилер, Чаталджа, Еникьой – Калфакьой. Иван Балахуров от полка достига пръв до Шукри паша и го задържа до пристигането на гвардейски ескадрон. През Междусъюзническата война (1913) полка се сражава при град Кукуш, Рупелското дефиле и Петрич.

## Първа световна война (1915 – 1918)
Полкът взема участие в Първата световна война (1915 – 1918) в състава на 2-ра бригада от 3-т пехотна балканска дивизия.
При намесата на България във войната полкът разполага със следния числен състав, добитък, обоз и въоръжение:
| Числен състав                                       | Добитък             | Обоз                                                    | Въоръжение                           |
| --------------------------------------------------- | ------------------- | ------------------------------------------------------- | ------------------------------------ |
| Офицери: 83 Чиновници: 4 Подофицери и войници: 5863 | Коне: 696 Волове: 8 | Обикновени коли: 71 Товарни коли: 233 Специални коли: 5 | Пушки и карабини: 2974 Картечници: 4 |

През 1915 година полкът участва в завладяването на град Враня, Дренова глава, връх Китце, височините Гранд и Калин дел и други. На следващата година води боеве при Пожарски рид, Гражден, върховете Голаш и Чолаш. В края на войната се сражава при Шейновец, Добро поле и връх Малък Козак.
На 1 август 1917 в местността „Оборище“ от кадъра на 11-и пехотен сливенски, 24-ти пехотен черноморски, 29-и пехотен ямболски и 32-ри пехотен загорски полк се формира 80-и пехотен полк.

## Между двете световни войни
На 1 август 1919 година в изпълнение на клаузите на Ньойския мирен договор полкът е разформиран, като от състава му се създава 3-та от 24-ти пехотен черноморски полк. През 1928 година полкът е отново формиран от частите на 37-а пехотна пиринска дружина и 12-а жандармерийска дружина, но до 1936 година носи явното название дружина. На 3 октомври 1937 година му е връчено новото бойно знаме.

## Втора световна война (1941 – 1945)
Участва във Втората световна война (1941 – 1945), като след мобилизирането е изпратен на южната граница. Участва в акции по преследване на партизани. Взема участие във втората фаза на заключителния етап на войната в състава на 3-та пехотна балканска дивизия, като към полка е зачислена и гвардейска рота. Взема участие в боевете при при Сотин, Грабово, Сапорца, Дравачехи, Дравасоболч, Драваполконя и Харкан. През април 1945 г. полка води боеве при с. Чажавица, с. Соплен, Хърватско. На 5 юни 1945 г. преминава границата от Югославия за България и на 12 юни 1945 г. се завръща в Ямбол и демобилизира. Разформиран е на 1 август 1946 година.
На 20 октомври 1947 година, въз основа на служебно писмо № 78410 – 471 от 7 октомври 1947 г. на Министъра на войната полкът е възстановен и влиза в състава на 3-та пехотна балканско-дравска дивизия. От 1948 г. носи явно наименование-под. 3730, от юни 1950 г. се преименува в Двадесет и девети стрелкови полк, а от август, същата година – в Тридесет и трети стрелкови полк, с явно наименование – под. 65120, Ямбол. Съгласно строго секретна министерска заповед № 89 от 28 февруари 1951 г. се превежда на постоянен гарнизон в с. Бояново, Елховско, считано от 1 май 1951 година. През август 1958 година полкът е окончателно разформиран.

## Наименования
През годините полкът носи различни имена според претърпените реорганизации:
- Пети пехотен резервен полк (1900 – 29 декември 1903)
- Двадесет и девети пехотен ямболски полк (29 декември 1903 – 1 август 1919)
- Двадесет и девети пехотен ямболски полк (1928 – 10 юни 1946, 20 октомври 1947 – юни 1950)
- Двадесет и девети стрелкови полк (юни 1950 – август 1950)
- Тридесет и трети стрелкови полк (август 1950 – август 1958)

## Командири
Званията са към датата на заемане на длъжността.
| №   | звание       | име                 | дати                                             |
| --- | ------------ | ------------------- | ------------------------------------------------ |
| 1.  | Полковник    | Аврам Аврамов       | 7 февруари 1900 – 15 март 1904                   |
| 2.  | Полковник    | Ангел Панев         | 15 март 1904 – 1905                              |
| 3.  | Подполковник | Рашков              | 1905 – 1905                                      |
| 4.  | Полковник    | Янко Кинтишев       | 1905 – 1906                                      |
| 5.  | Полковник    | Гиню Кърджиев       | 1906 – 1906                                      |
| 6.  | Полковник    | Тилю Колев          | 1906 – 19 април 1907                             |
| 7.  | Полковник    | Гиню Кърджиев       | 19 април 1907 – 27 март 1910                     |
| 8.  | Полковник    | Кръстю Златарев     | 27 март 1910 – 5 ноември 1912                    |
| 9.  | Подполковник | Попов               | 5 ноември 1912 – 3 март 1913                     |
| 10. | Полковник    | Кръстю Златарев     | 3 март 1913 – 1914                               |
| 11. | Полковник    | Лазар Лазаров       | към 1 октомври 1915                              |
| 12. | Подполковник | Васил Араданов      | Първа световна война                             |
| 13. | Подполковник | Димитър Николов     | 1927 – 1928                                      |
| 14. | Подполковник | Анастас Анастасов   | 1928 – 1934?                                     |
|     | Полковник    | Ангел Ангелов       | 1935 – 1939                                      |
|     | Подполковник | Александър Величков | от 1939 г.                                       |
|     | Полковник    | Иван Рафаилов       | 1941 – 1942                                      |
|     | Подполковник | Петър Лазаров       | от 14 септември 1944                             |
|     | Полковник    | Тодор Бочев         | 1946                                             |
|     | Подполковник | Ангел Пенков        | до декември 1949, временно изпълняващ длъжността |